# Bassin de la Plata
Le bassin de la Plata, en espagnol cuenca del Plata, est le bassin versant regroupant les affluents du río de la Plata, en Amérique du Sud.

## Caractéristiques
Le bassin de la Plata est le cinquième plus grand bassin fluvial du monde. Il couvre une superficie de 3 100 000 km2 et s'étend sur les territoires de l'Argentine, du Brésil, du Paraguay, de l'Uruguay et de la Bolivie. Le module du bassin est de 23 000 m3/s.

## Principaux cours d'eau
Les principaux cours d'eau du bassin sont les suivants :
- le Paraguay (affluent du Paraná)
- le Paraná (affluent du rio de la Plata)
- le río de la Plata (exutoire du bassin)
- l'Uruguay (affluent du río de la Plata)

Parmi les autres cours d'eau importants, on peut citer :
- affluents du Paraguay (de l'amont vers l'aval)
  - rio Jaurú
  - rio Cuiabá
  - rio Taquari
  - rio Miranda
  - río Pilcomayo
  - río Bermejo
- affluents du Paraná (de l'amont vers l'aval)
  - rio Grande
  - rio Tietê
  - rio Verde
  - rio Paranapanema
  - rio Ivinhema
  - rio Iguaçu
  - río Paraguay
  - río Salado
- affluents de l'Uruguay
  - rio Ibicuí
  - río Negro